# Карагай (Куюргазинский район)
Карага́й (баш. МФА: Ҡарағайо файле) — деревня в Куюргазинском районе Республики Башкортостан Российской Федерации. Входит в состав Илькинеевского сельсовета. 

## География

### Географическое положение
Расстояние до:
- районного центра (Ермолаево): 20 км,
- центра сельсовета (Илькинеево): 3 км,
- ближайшей ж/д станции (Карагайка): 0 км.

## История
До 10 сентября 2007 года называлась деревней разъезда Карагайка.

## Население
| 2002 | 2009 | 2010 |
| ---- | ---- | ---- |
| 29   | ↗41  | ↗46  |